# Mistrzostwa NCAA Division I w Zapasach w 2005
Mistrzostwa NCAA Division I w zapasach rozgrywane były w Saint Louis w dniach 17–19 marca 2005 roku. Zawody odbyły się na terenie Scottrade Center.
Punkty zdobyło 68 drużyn.
- Outstanding Wrestler – Greg Jones[2]

## Wyniki

### Drużynowo
| Kolejność | Szkoła                    | Zespół          |
| --------- | ------------------------- | --------------- |
| 1.        | Oklahoma State University | Cowboys         |
| 2.        | University of Michigan    | Wolverines      |
| 3.        | University of Oklahoma    | Sooners         |
| 4.        | Cornell University        | Big Red         |
| 5.        | University of Minnesota   | Golden Gophers  |
| 6.        | University of Illinois    | Fighting Illini |
| 7.        | University of Iowa        | Hawkeyes        |
| 8.        | Lehigh University         | Mountain Hawks  |

### All American

#### 125 lb
| Lp. | Zawodnik         | Szkoła                |
| --- | ---------------- | --------------------- |
| 1.  | Joe Dubuque      | Indiana               |
| 2.  | Kyle Ott         | Illinois              |
| 3.  | Sam Hazewinkel   | Oklahoma              |
| 4.  | Nicholas Simmons | Michigan State        |
| 5.  | Efren Ceballos   | Cal State Bakersfield |
| 6.  | Vic Moreno       | California Poly-State |
| 7.  | Bobbe Lowe       | Minnesota             |
| 8.  | Coleman Scott    | Oklahoma State        |

#### 133 lb
| Lp. | Zawodnik     | Szkoła                |
| --- | ------------ | --------------------- |
| 1.  | Travis Lee   | Cornell               |
| 2.  | Shawn Bunch  | Edinboro              |
| 3.  | Tom Clum     | Wisconsin             |
| 4.  | Mack Reiter  | Minnesota             |
| 5.  | Mat Sanchez  | Cal State Bakersfield |
| 6.  | Evan Sola    | North Carolina        |
| 7.  | Mark Jayne   | Illinois              |
| 8.  | Drew Headlee | Pittsburgh            |

#### 141 lb
| Lp. | Zawodnik         | Szkoła                   |
| --- | ---------------- | ------------------------ |
| 1.  | Teyon Ware       | Oklahoma                 |
| 2.  | Nick Gallick     | Iowa State               |
| 3.  | Cory Cooperman   | Lehigh                   |
| 4.  | Daniel Frishkorn | Oklahoma State           |
| 5.  | Michael Keefe    | Tennessee at Chattanooga |
| 6.  | Andy Simmons     | Michigan State           |
| 7.  | Casio Pero       | Illinois                 |
| 8.  | Josh Churella    | Michigan                 |

#### 149 lb
| Lp. | Zawodnik        | Szkoła           |
| --- | --------------- | ---------------- |
| 1.  | Zack Esposito   | Oklahoma State   |
| 2.  | Phillip Simpson | Army             |
| 3.  | Jon Masa        | Hofstra          |
| 4.  | Eric Tannenbaum | Michigan         |
| 5.  | Ty Eustice      | Iowa             |
| 6.  | Dustin Manotti  | Cornell          |
| 7.  | Matt Storniolo  | Oklahoma         |
| 8.  | Mark DiSalvo    | Central Michigan |

#### 157 lb
| Lp. | Zawodnik       | Szkoła        |
| --- | -------------- | ------------- |
| 1.  | Ryan Bertin    | Michigan      |
| 2.  | Joe Johnston   | Iowa          |
| 3.  | Jake Percival  | Ohio          |
| 4.  | Trent Paulson  | Iowa State    |
| 5.  | Brandon Becker | Indiana       |
| 6.  | Brian Stith    | Arizona State |
| 7.  | Matt Lebe      | West Virginia |
| 8.  | Chris Horning  | Clarion       |

#### 165 lb
| Lp. | Zawodnik        | Szkoła                   |
| --- | --------------- | ------------------------ |
| 1.  | Johny Hendricks | Oklahoma State           |
| 2.  | Mark Perry      | Iowa                     |
| 3.  | Troy Letters    | Lehigh                   |
| 4.  | Josh Churella   | Michigan                 |
| 5.  | John Sioredas   | Tennessee at Chattanooga |
| 6.  | Matt Nagel      | Minnesota                |
| 7.  | Tyron Woodley   | Missouri                 |
| 8.  | Matt Palmer     | Columbia                 |

#### 174 lb
| Lp. | Zawodnik        | Szkoła           |
| --- | --------------- | ---------------- |
| 1.  | Chris Pendleton | Oklahoma State   |
| 2.  | Ben Askren      | Missouri         |
| 3.  | Jake Herbert    | Northwestern     |
| 4.  | Pete Friedl     | Illinois         |
| 5.  | Joe Mazzurco    | Cornell          |
| 6.  | Eric Hauan      | Northern Iowa    |
| 7.  | Mitch Hancock   | Central Michigan |
| 8.  | Daniel Waters   | American         |

#### 184 lb
| Lp. | Zawodnik      | Szkoła        |
| --- | ------------- | ------------- |
| 1.  | Greg Jones    | West Virginia |
| 2.  | Tyler Baier   | Cornell       |
| 3.  | Brian Glynn   | Illinois      |
| 4.  | Eric Bradley  | Penn State    |
| 5.  | Paul Bradley  | Iowa          |
| 6.  | Travis Pascoe | Nebraska      |
| 7.  | Matthew Pell  | Missouri      |
| 8.  | Ben Wissel    | Purdue        |

#### 197 lb
| Lp. | Zawodnik      | Szkoła           |
| --- | ------------- | ---------------- |
| 1.  | Jake Rosholt  | Oklahoma State   |
| 2.  | Sean Stender  | Northern Iowa    |
| 3.  | Jon Trenge    | Lehigh           |
| 4.  | Joel Flaggert | Oklahoma         |
| 5.  | B.J Padden    | Nebraska         |
| 6.  | Wynn Michalak | Central Michigan |
| 7.  | Phil Davis    | Penn State       |
| 8.  | Ryan Flaherty | Wisconsin        |

#### 285 lb
| Lp. | Zawodnik       | Szkoła           |
| --- | -------------- | ---------------- |
| 1.  | Steve Mocco    | Oklahoma State   |
| 2.  | Cole Konrad    | Minnesota        |
| 3.  | Pat DeGain     | Indiana          |
| 4.  | Greg Wagner    | Michigan         |
| 5.  | Cain Velasquez | Arizona State    |
| 6.  | Matt Feast     | Pennsylvania     |
| 7.  | Scott Coleman  | Iowa State       |
| 8.  | Bill Stouffer  | Central Michigan |